# ФК Локомотива Бело Поље
Фудбалски клуб Локомотива је српски фудбалски клуб из Белог Поља, Град Пирот. Тренутно се такмичи у Општинској лиги Пирот, шестом такмичарском нивоу српског фудбала.

## Историја
Клуб је основан 2004. године од играча из Белог Поља и Пирота а касније су се прикључили и играчи из Димитровграда и Бабушнице.
Клуб се прославио када је сезону "2007/2008" Општинске лиге Пирот завршио на 1. месту и пласирао се у Окружну лигу Пирот.

## Стадион
Домаћи терен Локомотиве је познат као Грбавица, а тренутни капацитет стадиона је 1.000 седећих места. Изградња је почела 2002. године а завршена 2004. године.